# Почтовый поезд
Почто́вый по́езд — поезд, состоящий из почтовых вагонов и служащий для перевозки почтового груза. Данный подвижной состав останавливается на каждой станции по своему маршруту для погрузки и выгрузки почты. Скорые и курьерские поезда с прицепленными к ним почтовыми вагонами производят почтовые операции только на крупных станциях или перевозят почту на дальние расстояния. На малых или незначительных линиях взамен почтового поезда используется почтово-багажные составы.

## Описание
Данный тип подвижного состава курсирует по определённому маршруту и специализированному расписанию. Поезд составляется из почтовых вагонов и одного-двух локомотивов. В почтовых вагонах трнаспортируют почтовые отправления и закрытые почтовые вещи (письма, бандероли, посылки и пр.).

## История
Первую в мире официальную перевозку почты по железной дороге осуществило почтовое ведомство Великобритании в 1830 году, использовав для этой цели приспособленные вагоны на железной дороге Ливерпуль — Манчестер (англ. Liverpool and Manchester Railway). С сентября 1838 года начались регулярные рейсы с сортировкой почты по ходу движения на линии Лондон — Бирмингем. Эта практика распространилась на другие страны, и в 1841 году почтовые вагоны ввели в Бельгии, в 1846 — во Франции, в 1848 — в Бадене (Хайдельберг, Германия), в 1861 — в России, в 1864 году — в США.
В 2014 году был запущен первый в Российской Федерации постоянно курсирующий почтовый поезд, полностью состоящий из почтовых вагонов, рейсом Владивосток — Москва.

## Обозначение
На территории Российской Федерации действует единый стандарт обозначения номера поезда, согласно его классификации.
- Скорые почтовые поезда обозначаются номерами от 151 до 298.
- Служебные почтовые поезда ОАО РЖД обозначаются номерами от 901 до 920.
- Почтовые и почтово-багажные поезда обозначаются номерами от 971 до 998.

## Галерея

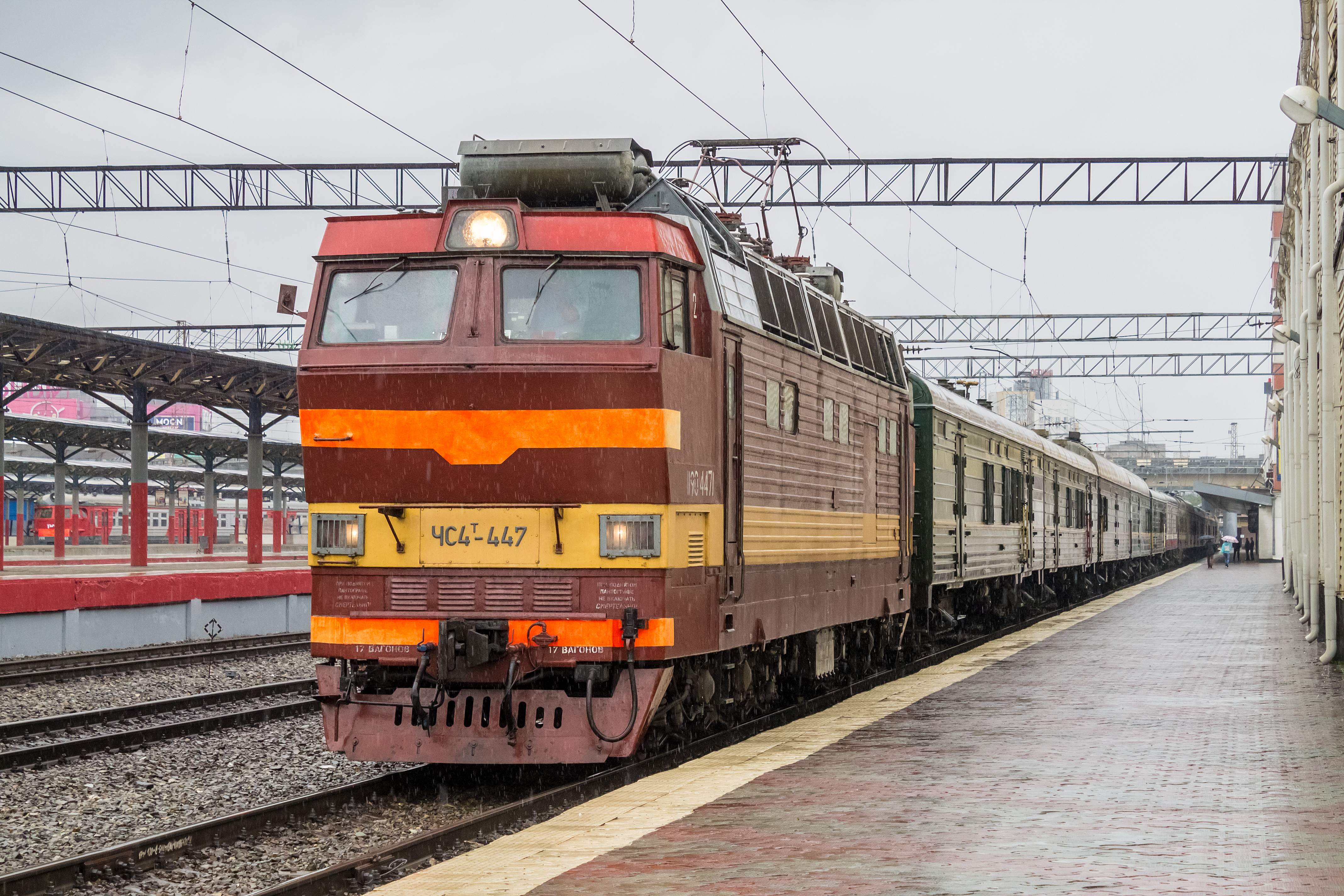
ЧС4Т-447, почтовый поезд Владивосток - Москва, Нижний Новгород-Московский.
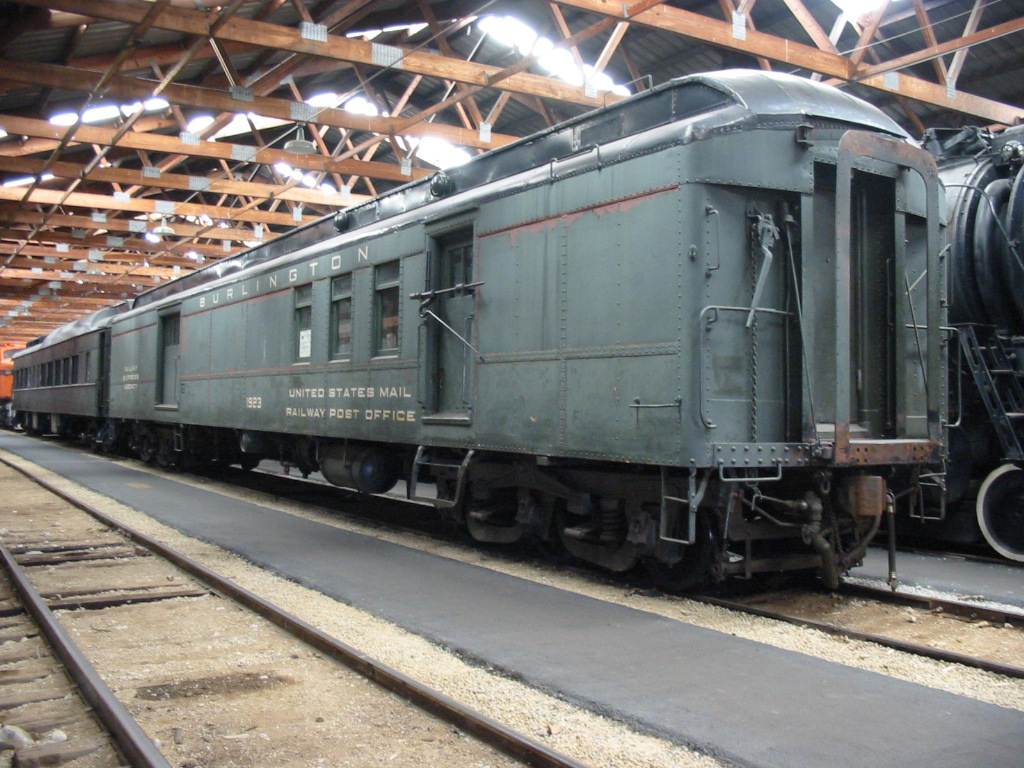
Почтовый вагон, музей ЖД техники, Иллиноис.
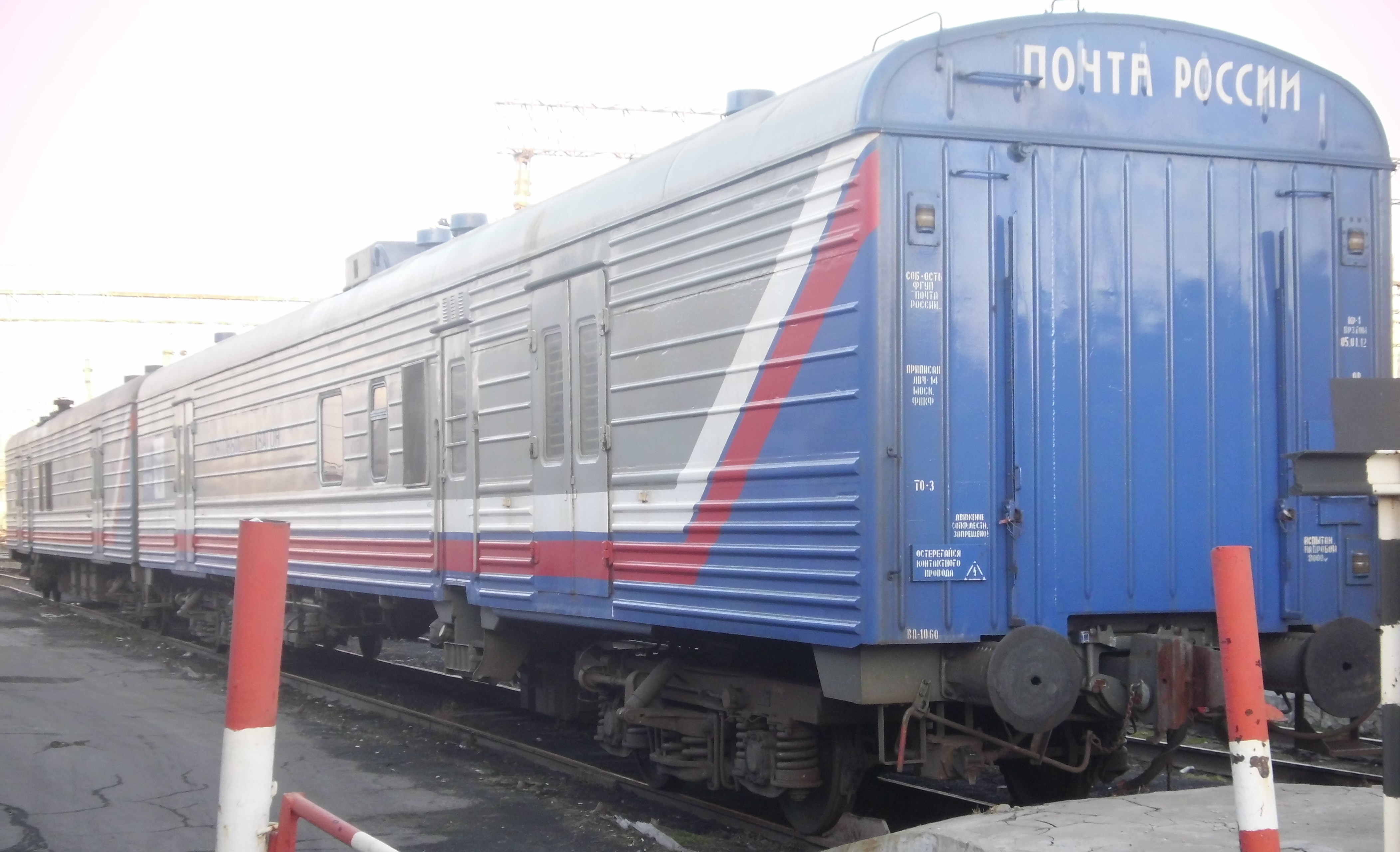
Почтово-багажный вагон, эксплуатирующийся на территории РФ.